# ダニョ・イルンガ
ダニョ・イルンガ(Danyo Ilunga 1987年1月31日-）は、コンゴ民主共和国のキックボクサー。ファイティング・ジム・ウォルドブロル所属。コンゴ民主共和国とドイツの二重国籍を持つ。バックボーンはムエタイ。現IT'S SHOWTIME95kgMAX世界王者。

## 来歴
旧ザイールで7人の子供のうちの一人として生まれる。父は政治家であったが、モブツ・セセ・セコ大統領の強権体制崩壊後のコンゴの内戦により、当時少年であったイルンガは、生きるために命からがら家族揃ってドイツへ移住した。
2006年からK-1 Germany 2003トーナメント王者のアスミール・ブルジックと、K-1で3回王者に輝いたレミー・ボンヤスキーの指導を受け格闘技のトレーニングを始める。
以降、様々なキックボクシングのタイトルを総なめにし、2011年3月26日にはキュラソー島出身のキックボクサーであるウェンデル・ロッシュに判定勝利を収め、IT'S SHOWTIME95kgMAX世界王者のタイトルを獲得した。
2011年6月12日、ネナド・パゴニスを破りIT'S SHOWTIME95kgMAX世界王者のタイトル初防衛に成功。

## 戦績
| キックボクシング 戦績 | キックボクシング 戦績 | キックボクシング 戦績 | キックボクシング 戦績 | キックボクシング 戦績 | キックボクシング 戦績 | キックボクシング 戦績 |
| --------------------- | --------------------- | --------------------- | --------------------- | --------------------- | --------------------- | --------------------- |
| 40 試合               | (T)KO                 | 判定                  | その他                | 引き分け              | 無効試合              |                       |
| 36 勝                 | 32                    | 4                     |                       | 0                     | 0                     |                       |
| 4 敗                  | 1                     | 3                     |                       | 0                     | 0                     |                       |

| 勝敗 | 対戦相手                         | 試合結果                     | 大会名                                                                   | 開催年月日     |
| ○    | ネナド・パゴニス                 | 4R TKO                       | IT'S SHOWTIME Sporthallen Zuid 【IT'S SHOWTIME -95kg世界タイトルマッチ】 | 2011年6月12日  |
| ○    | ウェンデル・ロッシュ             | 5R終了 判定5-0               | IT'S SHOWTIME Sporthallen Zuid 【IT'S SHOWTIME -95kg世界タイトルマッチ】 | 2011年3月6日   |
| ○    | カール・グリシンスキー           | 2R KO                        | Masters Fight Night                                                      | 2010年12月11日 |
| ○    | ボブ・ヴァン・ボクスメール       | 3R終了 判定3-0               | Thailand vs. Challenger Series: Thailand vs. Germany                     | 2010年11月14日 |
| ×    | ヘンリクエス・ゾワ               | 3R終了 判定3-0               | Mix Fight Gala 10                                                        | 2010年10月9日  |
| ○    | セルカン・オツトゥルク           | 1R KO                        | Backstreet Fights IV                                                     | 2010年7月4日   |
| ○    | カール・グリシンスキー           | 3R TKO（カット）             | Rostock Fight Night                                                      | 2010年5月8日   |
| ○    | アイハン・カザンカヤ             | 1R KO（パンチ）              | Night Fighting                                                           | 2010年4月17日  |
| ○    | レヴァンホ・ブロックランド       | 1R KO                        | S-8 Thaiboxing                                                           | 2010年4月4日   |
| ○    | デニス・セバスチャン             | 3R KO                        | Germany Kings Cup Round III, Final                                       | 2009年11月14日 |
| ○    | モリッツ・シュハヘト             | 2R TKO                       | Germany Kings Cup Round III,Semi Final                                   | 2009年11月14日 |
| ○    | ヨーヘン・ギエブ                 | 3R TKO（3ノックダウン）      | Fight Night Freiburg                                                     | 2009年10月10日 |
| ○    | トミ・コリッチ                   | 4R終了 TKO（戦意喪失）       | Weidener Fight Night                                                     | 2009年6月13日  |
| ×    | アンダーソン・ブラドック・シルバ | 2R 2:07 KO（パンチ）         | VIP Fight Night 2009, Quarter Final                                      | 2009年3月21日  |
| ○    | ヤン・ミュラー                   | 2R KO（パンチ）              | The Champions Club Germany '08, Final                                    | 2008年12月13日 |
| ○    | ムトゥル・カラブルト             | 2R TKO（レフェリーストップ） | The Champions Club Germany '08, Semi Final                               | 2008年12月13日 |
| ○    | パトリック・コルベ               | 2R TKO（レフェリーストップ） | 大会名不明                                                               | 2008年         |

## 獲得タイトル
- IFMAドイツ王者
- 2008年「1-King」スーパーヘビー級トーナメント優勝
- 2009年 WKA欧州ヘビー級王者
- 2009年 I.M.C.-95kgムエタイ世界王者
- 2009年 ジャーマン・キングカップヘビー級トーナメント優勝
- 2010年 I.K.B.O.-95kgムエタイヘビー級世界王者
- 2011年 IT'S SHOWTIME95kgMAX王者